# Малое Манушкино
Ма́лое Ману́шкино (фин. Pieni Manuskala) — упразднённая деревня на территории бывшего Разметелевского сельского поселения Всеволожского района Ленинградской области. Ныне на территории Колтушского городского поселения, нежилая, исключена из реестра населённых пунктов России.

## История
Деревня Pieni Maniskala упоминается в наиболее старых из сохранившихся церковных регистрационных книгах Колтушского лютеранского прихода начиная с 1745 года.
На картах Малое Манушкино стало обозначаться с конца XVIII века, в 1 км к юго-западу Манушкина. Тогда же к названию более старого селения прибавилось определение Большое.

  
МАНУШКИНА МАЛАЯ — деревня принадлежит ротмистру Александру Чоглокову, жителей по ревизии 43 м. п., 47 ж. п.; (1838 год)

На этнографической карте Санкт-Петербургской губернии П. И. Кёппена 1849 года она упоминается как деревня «Pieni Manuskala», расположенная в ареале расселения савакотов. В пояснительном тексте к этнографической карте указано количество её жителей на 1848 год: савакотов — 46 м. п., 45 ж. п., всего 91 человек, финляндских карелов — 12 м. п., 12 ж. п., всего 24 человека и три русские семьи.

МАНУШКИНА МАЛАЯ — деревня г. Чоглокова, 17 дворов, 54 души м. п. (1856 год)

Число жителей деревни по X-ой ревизии 1857 года: 57 м. п., 54 ж. п..

МАНУШКИНО БОЛЬШОЕ И МАЛОЕ — деревня владельческая, при колодцах; 37 дворов, жителей 146 м. п., 155 ж. п.; (1862 год)

Согласно подворной переписи 1882 года в деревне проживали 30 семей, число жителей: 73 м. п., 87 ж. п., лютеране: 59 м. п., 73 ж. п., разряд крестьян — собственники, а также пришлого населения 13 семей, в них: 26 м. п., 21 ж. п., все лютеране.
- План деревень Большое и Малое Манушкино. 1885 год

В 1885 году, согласно карте окрестностей Петербурга, деревня насчитывала 37 дворов. Сборник Центрального статистического комитета за этот же год, описывал деревню так:

МАЛАЯ МАНУШКИНА — бывшая владельческая деревня Колтушской волости, дворов — 30, жителей — 118; лавка. (1885 год).

По данным Материалов по статистике народного хозяйства в Шлиссельбургском уезде 1885 года, 26 крестьянских дворов в деревне (или 87 % всех дворов) занимались молочным животноводством, 3 крестьянских двора (или 10 % всех дворов) выращивали на продажу смородину и яблоки.

МАЛОЕ МАНУШКИНО — деревня на земле Манушкинского сельского общества, при земской дороге 37 дворов, 127 м. п., 133 ж. п., всего 260 чел. мелочная лавка.
(1896 год)

В конце XIX — начале XX века деревня административно относилась к Колтушской волости 2-го стана Шлиссельбургского уезда Санкт-Петербургской губернии. Население деревни было однородным — финским.
В 1909 году в деревне было 29 дворов.

МАНУШКИНО МАЛОЕ — деревня Манушкинского сельсовета Ленинской волости, 55 хозяйств, 308 душ.
 
Из них: русских — 9 хозяйств, 36 душ; финнов-ингерманландцев — 46 хозяйств, 272 души. (1926 год)

По административным данным 1933 года, деревня Малое Манушкино относилась к Новопустошскому финскому национальному сельсовету.

МАЛОЕ МАНУШКИНО — деревня Ново-Пустошского сельсовета, 245 чел. (1939 год)

- План деревни Малое Манушкино. 1939 год

В 1940 году деревня насчитывала 50 дворов. В центре деревни находилась силосная башня.
До 1942 года — место компактного проживания ингерманландских финнов.
В конце XX века Большое Манушкино вновь стало просто Манушкином, а деревня Малое Манушкино официально исчезла. Однако фактически от него осталось несколько домов.

## География
Располагалась на Колтушской возвышенности, близ автодороги Новая Пустошь — Дубровка слева от съезда в карьер «Манушкино». От Малого Манушкина идёт грунтовая автодорога в деревню Манушкино.

## Административное подчинение
- с 1 марта 1917 года — в Манушкинском сельсовете Колтушской волости Шлиссельбургского уезда.
- с 1 февраля 1923 года — в Манушкинском сельсовете Ленинской волости Ленинградского уезда.
- с 1 августа 1927 года — в Манушкинском сельсовете Ленинского района Ленинградского округа.
- с 1 июля 1930 года — в Манушкинском сельсовете Ленинградского Пригородного района.
- с 1 августа 1931 года — в Ново-Пустошском сельсовете
- с 1 августа 1936 года — в Ново-Пустошском сельсовете Всеволожского района
- с 1 июня 1954 года — в Колтушском сельсовете[21].